# Município de Johnston (condado de Trumbull, Ohio)
O município de Johnston (em inglês: Johnston Township) é um município localizado no condado de Trumbull no estado estadounidense de Ohio. No ano de 2010 tinha uma população de 1.952 habitantes e uma densidade populacional de 30,22 pessoas por km².

## Geografia
O município de Johnston encontra-se localizado nas coordenadas 41° 23′ 17″ N, 80° 39′ 53″ O. Segundo a Departamento do Censo dos Estados Unidos, o município tem uma superfície total de 64.59 km², da qual 64,59 km² correspondem a terra firme e (0 %) 0 km² é água.

## Demografia
Segundo o censo de 2010, tinha 1.952 habitantes residindo no município de Johnston. A densidade populacional era de 30,22 hab./km². Dos 1.952 habitantes, o município de Johnston estava composto pelo 97,59 % brancos, o 0,36 % eram afroamericanos, o 0,31 % eram asiáticos, o 0,67 % eram insulares do Pacífico e o 1,08 % eram de uma mistura de raças. Do total da população o 0,87 % eram hispanos ou latinos de qualquer raça.